# Guerra espacial
A Guerra Espacial é um termo que carrega a conotação de batalhas épicas entre naves espaciais e lasers poderosos, representa um campo de estudo complexo que abarca tanto o potencial para conflitos quanto para colaboração entre as nações na vastidão do cosmos. As origens da Guerra Espacial podem ser traçadas à Guerra Fria, quando a União Soviética e os Estados Unidos competiam pela supremacia tecnológica e militar, estendendo a corrida armamentista para além da Terra. O lançamento do Sputnik 1 pela União Soviética em 1957 deu início à Corrida Espacial, impulsionada pelo receio de que um lado pudesse obter uma vantagem militar estratégica no espaço.

## Armas Espaciais e Ameaças Potenciais
Ao longo dos anos, o conceito de Guerra Espacial evoluiu, abrangendo uma ampla gama de tecnologias e cenários hipotéticos. Entre as armas espaciais mais preocupantes, destacam-se:
- Satélites de ataque cinético: Projetados para colidir com e destruir outros satélites em órbita, representando um risco significativo para infraestruturas espaciais críticas.[3]
- Armas de energia direcionada: Utilizando lasers ou feixes de partículas para atacar alvos espaciais e terrestres com precisão devastadora, levantando preocupações sobre seu potencial destrutivo.
- Armas antissatélites (ASAT): Concebidas para desativar ou destruir satélites em órbita, ameaçando a segurança e a funcionalidade de sistemas espaciais essenciais.[4]
- Armas cibernéticas: Visando sistemas de controle e comunicação da infraestrutura espacial, representando uma ameaça furtiva e disruptiva à segurança espacial.

## Desafios e Considerações Científicas
A Guerra Espacial apresenta desafios únicos, exigindo uma análise científica profunda:
- Distâncias e Tempos: As vastas distâncias no espaço dificultam a comunicação e o ataque rápidos, além de prolongar o tempo de resposta, introduzindo novas variáveis estratégicas.[5]
- Debris Espacial: A destruição de objetos espaciais pode gerar detritos que colocam em risco outras missões e satélites, criando um campo minado orbital e ameaçando a segurança espacial a longo prazo.[6]
- Normas e Leis: A falta de um marco legal internacional abrangente para a Guerra Espacial gera incerteza e aumenta o risco de conflito, exigindo a criação de normas claras e universalmente aceitas.[7]

## Tratados Internacionais e Cooperação Espacial
Embora a militarização do espaço traga consigo preocupações legítimas, esforços internacionais visam mitigar os riscos e promover a colaboração pacífica:
- Tratado do Espaço Exterior: Assinado em 1967, este tratado estabelece princípios básicos para a exploração espacial pacífica e proíbe a colocação de armas de destruição em massa em órbita.[8]
- Cooperação Internacional: A Estação Espacial Internacional (ISS) se ergue como um símbolo notável de colaboração espacial entre nações, demonstrando o potencial para o trabalho conjunto em benefício da humanidade.[9]